# マイメンシン
マイメンシン（ベンガル語: ময়মনসিংহ, môẏmônśiṅh, モイモンシンフ; 英語: Mymensingh）は、バングラデシュ北部のマイメンシン管区の中心都市。マイメンシン県の県都でもある。2012年の人口は40万7798人。街にはブラマプトラ川が流れている。